# 三角 (暴力団)
三角一家（さんかくいっか）は、埼玉県ふじみ野市に本拠を置く暴力団で、指定暴力団・住吉会の二次団体。

## 歴史
幕末の侠客、獅子ヶ嶽重五郎（本名：仲野重五郎）を祖とし、初代三角ノ源次郎（本名：三上倉次郎）が三角一家を結成。六代目より住吉一家の傘下となり音羽三角一家と改称した。

## 歴代総長
- 初代 - 三角ノ源次郎（本名：三上倉次郎）
- 二代目 - 饅頭屋ノ松（本名：西山松五郎）
- 三代目 - 西山延吉
- 四代目 - 西山敏雄（本名：西山重四郎）
- 五代目 - 長谷川勝次（本名：忍足勝次）
- 六代目 - 鈴木康夫
- 七代目 - 桜沢軍二
- 八代目 - 針谷和明

## 当代
九代目 - 岩田光芳

## 最高幹部
八代目三角一家
- 八代目・針谷和明（住吉会会長補佐）
- 総長代行・岩田光芳（住吉会副会長、岩田会会長)
- 本部長・竹花正俊（岩田会若頭、竹花興業組長、鶴瀬貸元)
- 事務局長・矢口守（矢口興業組長、みずほ台貸元)
- 執行部・松本和夫（松本組組長
- 執行部・鎌川晃男（鎌川興業組長、南古谷貸元)
- 執行部・石井孝之（石井組組長）